# Муоткатунтури
Муоткатунтури (фин. Muotkatunturin erämaa) — заповедная территория, расположенная в общинах Утсйоки и Инари, Финляндия. Основана в 1991 году. Общая площадь 1570 км2 (610 кв. миль). Управляется лесной службой Финляндии.
На территории нет дорог общего пользования, а также туристических троп. Есть только несколько отдельных хижин. В северо-восточной части находятся обширные болота, на севере цепь фьельдов и система из нескольких рек, а на юго-западе раскинулся сосновый лес. Наивысшая точка — гора Куарвикозза (590 м).